# Riu Nemunėlis
El riu Nemunėlis (en lituà significa «el petit Neman») o riu Mēmele és un riu que flueix per Lituània i Letònia
El riu neix a Lituània, a la rodalia de Rokiškis. Flueix cap al nord-oest. Durant 76 km traça la frontera entre Letònia i Lituània. El riu Nemunėlis conflueix amb el riu Mūša a Bauska i forma el riu Lielupe.
Els majors afluents de Nemunėlis són:
- Beržuona, Apaščia (pel marge esquerre);
- Laukupė, Vingerinė, Vyžuona, Nereta, Susėja, Viesytė (pel marge dret).